# Anja Bo
Anja Bo (født 1977) er en dansk journalist, der hovedsageligt arbejder som moderator og ordstyrer (ved politiske møder) og som oplægsholder. Indtil 2014 arbejdede hun som studievært på Deadline, DR2.
Anja Bo er uddannet i socialvidenskab og journalistik fra Roskilde Universitet.
Hun har tidligere været reporter på TV2 Nyhederne, Deadline og TV-avisen.
I efteråret 2007 blev hun vært på DR's tv-program Deadline 17
, men ved en større fyringsrunde i 2014 blev hun afskediget.
Hun arbejder særligt inden for uddannelses-, klima- og sundhedsområdet og har bl.a. modereret konferencer for Danske regioner, KL, Kræftens Bekæmpelse, Uddannelses- og Forskningsministeriet, Børne- og Undervisningsministeriet og Klimaministeriet. Hun er endvidere fast moderator for Altingets Uddannelsespolitiske netværk og har gennem årene været vært ved en lang række debatter på Folkemødet på Bornholm.
Hun er gift med dokumentarist Nils Giversen med hvem hun har et barn, desuden har hun to voksne børn fra et tidligere ægteskab.